# 드라우파디 무르무
드라우파디 무르무(힌디어: द्रौपदी मुर्मू, 벵골어: দ্রৌপদী মুর্মু, 1958년 6월 20일~)는 인도의 15대 대통령이다. 프라타바 파틸에 이어, 두 번째 여성 대통령이기도하다.  그녀는 대통령에 당선되기 이전에 2015년부터 2021년까지 자르칸드의 제9대 주지사를 역임했으며 2000년부터 2004년까지 오디샤 주정부 내각에서 많은 장관직을 역임했다.
정치에 입문하기 전에 그녀는 1979년부터 1983년까지 국가 관계 및 전력 부서에서 사무원으로 일을 했으며, 1997년까지 라이푸르에서 교사로 일했다.

## 역대 선거 결과
| 선거명      | 직책명                            | 대수 | 정당         | 득표율 | 득표수     | 결과 | 당락               |
| ----------- | --------------------------------- | ---- | ------------ | ------ | ---------- | ---- | ------------------ |
| 2000년 선거 | 주의원 (오디샤 라이랑푸르 선거구) | 12대 | 인도 인민당  | 34.15% | 25,110표   | 1위  | 오디샤 주의원 당선 |
| 2004년 선거 | 주의원 (오디샤 라이랑푸르 선거구) | 13대 | 인도 인민당  | 0%     | 29,295표   | 1위  | 오디샤 주의원 당선 |
| 2009년 선거 | 하원의원 (마유르반지 선거구)      | 15대 | 인도 인민당  | 18.26% | 1,50,827표 | 3위  | 낙선               |
| 2014년 선거 | 주의원 (오디샤 라이랑푸르 선거구) | 15대 | 인도 인민당  | 0%     | 44,679표   | 2위  | 낙선               |
| 2022년 선거 | 인도의 대통령                     | 15대 | 국민민주동맹 | 64.03% | 676,803표  | 1위  |                    |

## 같이 보기
- 인도의 대통령